# Thalamita occidentalis
Thalamita occidentalis is een krabbensoort uit de familie van de Portunidae. De wetenschappelijke naam van de soort is voor het eerst geldig gepubliceerd in 1984 door Crosnier.